# 杉野希妃
杉野 希妃（すぎの きき、1984年3月12日 - ）は、日本の女優、映画プロデューサー、映画監督。
広島県広島市南区出身。慶應義塾大学経済学部経済学科卒業。スターダストプロモーション、和エンタテインメントを経て、現在はフリーランス。女優、プロデューサー、監督としてアジアを中心に国境を超えて活動し「アジア・インディーズのミューズ」と称される。
血液型A型。

## 経歴

### 生い立ち
宝塚歌劇団に憧れて中学2年生のときに演劇部に入部、中学卒業時に宝塚の受験を希望するものの母親に猛反対され、「とにかく大学に行きなさい」「大学に行けば好きにしていい」と言われた。進学校として有名な中高一貫の女子校に通い厳しい親と学校の中で抑圧感を抱きながら生活し、自由に解放されたい、エンタテインメントの中心である東京で刺激を受けたいとの思いから、得意な数学を活かして慶應義塾大学経済学部経済学科への進学を志す。
ノートルダム清心中学校・高等学校から慶應義塾大学経済学部経済学科に進学。大学では藤田康範のゼミに所属。
大学2年生のときに韓国映画『猟奇的な彼女』を見て、小さいころにイメージしていた韓国と違うのに驚き、それから数多くの韓国映画を見続け、韓国文化に新鮮な感動を受けた。映画を見ても言葉が理解できないことが悔しくなり、韓国留学を決めた。大学3年修了時にソウルに語学留学、延世大学校の語学堂にて韓国語を学ぶ。

### 女優デビュー
中学生のころから女優志望で大学に通いながら演技の勉強をしていたが、韓国で女優デビューしてみたいと考えるようになった。留学中、『まぶしい一日』のオーディションを知り、応募したところ合格して出演することになった。
2005年、韓国オムニバス映画『まぶしい一日』の「宝島」編に主演し映画デビューし、キム・ギドク監督の映画『絶対の愛』にも出演した。『まぶしい一日』が初上映された2005年の釜山国際映画祭でファンだったキム・ギドク監督に出会った。キム監督は「作品理解力に驚いた。監督もできる女優だと思った」と振り返った。2014年の同映画祭で、初めて監督同士としてレッドカーペットを踏んだ。
1年間の語学留学を終えて2006年5月に帰国。芸能事務所スターダストプロモーションに所属し、「日韓の架け橋になること」を目標に本格的に芸能活動を開始する。2008年2月公開の映画『クリアネス』に主演する。

### 映画製作への進出
2008年秋に映画製作会社・和エンタテインメントを共同設立し、ヤスミン・アハマド監督の『ワスレナグサ』で映画製作にも進出する。映画プロデューサーへの進出について、「日本では役者はただ管理されるだけの職業だが、それに疑問を感じていた。役者も表現者であり、役者自ら発信する作品があってもいいのではないかと思った。役者の立場を生かしつつ、アジアを結ぶ合作映画に挑戦してみたいと考えた。」と語っている。
2010年に初プロデュースした主演映画『歓待』が第23回東京国際映画祭日本映画・ある視点部門作品賞などを受賞して一躍名前を知られる存在となり、100以上の映画祭からオファーが相次ぐ。主演・プロデュース作品の7カ国合作映画『マジック&ロス』（2010年）で韓国映画『息もできない』のヤン・イクチュン監督、キム・コッビと共演した。その後も低予算に10日足らずの撮影期間と日本映画界では異色の手法を用いて映画の製作を続け、『おだやかな日常』（2012年）で第22回日本映画プロフェッショナル大賞新進プロデューサー賞を、『ほとりの朔子』（2013年）がナント三大陸映画祭金の気球賞（グランプリ）を受賞するなど、国内外で受賞を重ねる。
2011年、第24回東京国際映画祭アジアの風部門にて『女優＝プロデューサー杉野希妃 アジア・インディーズのミューズ』として、2013年には台北映画祭で『Filmmaker in Focus: Kiki Sugino』として特集上映が組まれる。2012年はエディンバラ国際映画祭マイケル・パウエル賞部門、2014年は日本初のロッテルダム国際映画祭コンペティション部門等、数多くの映画祭で審査員を務める。
2011年、『週刊プレイボーイ』で「畳と女優のおいしい関係。」をテーマにグラビアを披露した。
2014年には自身の主演・プロデュース作品『マンガ肉と僕』（2016年公開）により長編映画監督としてもデビューを果たす。監督第2作となる『欲動』により第19回釜山国際映画祭Asia Star Awards 2014 最優秀新人監督賞、おおさかシネマフェスティバル2015新人監督賞を受賞。
2015年より『朝日新聞』夕刊でエッセイ「キキキネマ」を連載している。
2015年1月、ロッテルダム国際映画祭での『3泊4日、5時の鐘』上映に出席するため訪れたオランダで、監督の三澤拓哉とともにホテルの前で大型タクシーに轢かれる交通事故に遭遇し両足骨折の重傷を負う。現地の病院にて粉砕骨折の左足の手術を5回にわたって受け約3か月半入院、看護師が飛行機に同乗して帰国の後広島大学病院にて治療を継続し、計7回の手術とリハビリを経て9月末に現場に復帰した。

## 人物
国語が苦手で、テストでも国語が一番成績が悪かった。数学が一番得意だった。
尊敬する女優はイザベル・ユペールと若尾文子。好きな監督は増村保造。
母は韓国生まれで「二つの文化を持って生まれて幸せだね」と両親に言われて育ち「異なる文化が共存しあう関係」が理想と語る。父方の祖母は被爆者で、「語り継いでいく」ことが広島で生まれた意味、「原爆の歴史を忘れないこと」が使命であると語っている。
固定観念だったり、既成の価値観は打ち砕いていきたい。マジョリティを描くというよりも、マジョリティは存在しなくて、みんなそれぞれマイノリティであるという楽観でも悲観でもない目線が作品の根底にあるという。
演技をするにしても、監督をするにしても、新しい世界を見たい、新しい自分を発掘したいという気持ちが原動力となっている。想像を裏切り、想像を超えた新しいものを見る瞬間、一番、生きている幸せを感じると語る。

## 受賞歴
- 2011年度
  - 第33回ヨコハマ映画祭 最優秀新人賞（『歓待』）
  - おおさかシネマフェスティバル 2012 新人女優賞（『歓待』）
- 2012年度
  - 第5回沖縄国際映画祭 最優秀ニュークリエーター賞、女優賞（『おだやかな日常』）
  - 第22回日本映画プロフェッショナル大賞 新進プロデューサー賞（『おだやかな日常』）[34]
- 2014年度
  - 第19回釜山国際映画祭・Asia Star Awards 2014 最優秀新人監督賞（『欲動』）[27]
  - おおさかシネマフェスティバル 2015 新人監督賞（『欲動』）

## 作品

### 映画（作品）
- 避けられる事（2010年、短編） - プロデューサー ※ロッテルダム国際映画祭、2011年東京国際映画祭上映）
- 少年少女（2010年、ドキュメンタリー） - プロデューサー ※『歓待』メイキング映画
- マジック&ロス（2010年、日本・韓国・マレーシア・香港・中国・フランス・アメリカ合作、和エンタテインメント） - プロデューサー ※2010年釜山国際映画祭、2011年東京国際映画祭上映
- 歓待（2010年、和エンタテインメント） - プロデューサー ※2010年・2011年東京国際映画祭上映
- 大阪のうさぎたち（2011年、韓国・日本合作） - プロデューサー ※東京国際映画祭上映
- Kalayaan（2012年、フィリピン・オランダ・日本・米国合作） - 共同プロデューサー
- おだやかな日常（2012年、日本・アメリカ合作、和エンタテインメント） - プロデューサー ※釜山国際映画祭、東京フィルメックス、トライベッカ映画祭上映
- 審査員 希妃による希妃（2013年、モキュメンタリー） - プロデューサー ※台北映画祭上映
- 残香（2013年、短編） - プロデューサー ※上海国際映画祭、台北映画祭上映
- 桜桃書簡（2013年、短編） - 監督・プロデューサー ※山形大学人文学部オープンキャンパスにて上映
- ほとりの朔子（2013年、日本・アメリカ合作、和エンタテインメント） - プロデューサー ※東京国際映画祭コンペティション部門、ナント三大陸映画祭グランプリ＆審査員賞
- 禁忌（2014年、太秦） - プロデューサー
- 欲動（2014年、太秦） - 監督・共同プロデューサー ※釜山国際映画祭、タリン・ブラックナイト映画祭、ミュンヘン映画祭
- 少年の夢（2014年、短編） - 監督・プロデューサー
- マンガ肉と僕（2016年公開、和エンタテイメント/KATSU-do） - 監督・プロデューサー[35] ※東京国際映画祭、ヨーテボリ国際映画祭、エティンバラ国際映画祭
- 3泊4日、5時の鐘（2015年、日本・タイ合作、和エンタテインメント/オムロ） - エグゼクティブ・プロデューサー ※シンガポール国際映画祭、マラケシュ国際映画祭、北京国際映画祭脚本賞、第3回シロス国際映画祭作品賞
- 雪女（2017年、和エンタテインメント） - 監督・プロデューサー ※東京国際映画祭コンペティション部門

## 出演

### 映画（出演）
- まぶしい一日 エピソード1「宝島」（2005年、韓国） - 主演 ※デビュー作、2015年釜山国際映画祭、2011年東京国際映画祭上映
- 絶対の愛（2006年、韓国）
- クリアネス（2007年、ゼアリス・エンタープライズ/ドーガ堂） - 主演・さくら 役
- 避けられる事（2010年、短編） -  主演 ※ロッテルダム国際映画祭、2011年東京国際映画祭上映
- 少年少女（2010年、ドキュメンタリー） ※『歓待』メイキング映画
- マジック&ロス（2011年、日本・韓国・マレーシア・香港・中国・フランス・アメリカ合作、和エンタテインメント） - 主演 ※2010年釜山国際映画祭、2011年東京国際映画祭上映
- 歓待（2010年、和エンタテインメント） - 主演・小林夏希 役 ※2010年・2011年東京国際映画祭上映
- 大阪のうさぎたち（2011年、韓国・日本合作） - 主演 ※東京国際映画祭上映
- Kalayaan（2012年、フィリピン・オランダ・日本・米国合作）
- おだやかな日常（2012年、日本・アメリカ合作、和エンタテインメント） - 主演・サエコ 役 ※釜山国際映画祭、東京フィルメックス、トライベッカ映画祭上映
- 審査員 希妃による希妃（2013年、モキュメンタリー） ※台北映画祭上映
- 残香（2013年、短編） ※上海国際映画祭、台北映画祭上映
- インターミッション（2013年、オブスキュラ） - キキ 役
- 桜桃書簡（2013年、短編） - 主演 ※山形大学人文学部オープンキャンパスにて上映
- ほとりの朔子（2013年、日本・アメリカ合作、和エンタテインメント） - 亀田辰子 役 ※東京国際映画祭コンペティション部門、ナント三大陸映画祭グランプリ＆審査員賞
- 禁忌（2014年、太秦） - 主演・浅井咲良 役
- 欲動（2014年、太秦） - 九美 役 ※釜山国際映画祭、タリン・ブラックナイト映画祭、ミュンヘン映画祭
- 少年の夢（2014年、短編） - 主演
- マンガ肉と僕（2016年公開、和エンタテイメント/KATSU-do） - 主演・ サトミ 役 ※東京国際映画祭、ヨーテボリ国際映画祭、エティンバラ国際映画祭
- 3泊4日、5時の鐘（2015年、日本・タイ合作、和エンタテインメント/オムロ） - 真紀 役 ※シンガポール国際映画祭、マラケシュ国際映画祭、北京国際映画祭脚本賞、第3回シロス国際映画祭作品賞
- 群青色の、とおり道（2015年、クリーク・アンド・リバー）- 倉田唯香 役
- 雪女（2017年、和エンタテインメント） - 主演・雪女/ユキ 役 ※東京国際映画祭コンペティション部門
- 海の底からモナムール（2017年、日本・フランス合作、和エンタテインメント）
- ユキとの写真（2019年、日本・ブルガリア合作）
- 21世紀の女の子「回転てんことどりーむ母ちゃん」（2019年）
- 浜辺のゲーム（2019年、日本・韓国・タイ・マレーシア合作）
- 夏、至るころ（2020年、映画24区）
- 愛のまなざしを（2021年、 イオンエンターテイメント）- 水野綾子 役[36]

### テレビドラマ
- 基町アパート〜ドキュメンタリードラマ（2013年8月24日、NHK） - 紙屋志穂 役
- プラスティック・スマイル（2018年11月21日、NHK）

### テレビ
- ヒバクシャからの手紙（2014年8月17日、NHK）
- SWITCHインタビュー 達人達 杉野希妃×石内都（2017年6月17日、NHK Eテレ）

### 配信ドラマ
- TOKYO PROM QUEEN/東京プロムクイーン（2008年）[37]

### CM
- ロート製薬「肌研 卵肌洗顔」（2007年3月 - 2011年10月）
- P&G「猫の里親探し支援プロジェクト」（2009年6月 - 9月）

### ミュージック・ビデオ
- Angelo「REBORN」（2006年11月8日）
- 杏里「もう悲しくない」（2008年4月9日）
- GReeeeN「歩み」（2009年1月28日）
- ウニョン「放熱ララバイ」（2009年9月2日）